# Saga (Kalmar)
För andra betydelser, se Saga (olika betydelser).
Saga är en biograf på Södra vägen i Kalmar. Den invigdes 12 februari 1906 och är Sveriges äldsta biograf som fortfarande är i bruk. Biografen har målningar av konstnärerna Edward Hald och Vicke Lindstrand.

## Bakgrund
År 1898 skedde den första filmvisningen i Kalmar, då av en ambulerande filmförevisare. Lokalen var den gamla godtemplarlokalen vid Strömgatan, som fram till 1906 ofta kom att fungera som biograflokal. År 1906 uppfördes Kalmars första biograf, som då gav upp till fyra föreställningar om dagen. Lokalen rymde 90 platser, och eftersom Kalmar då ännu saknade elnät fick biografen bygga ett eget elverk. Biografen hette då Göta, men bytte 1912 namn till Biorama i samband med en modernisering. År 1939 moderniserades biografen på nytt och fick då namnet Saga. Biografen ägdes under många år fram till 1971 av den kände Kalmarprofilen Carl Albien, som även ägde restaurang Byttan. Saga i Kalmar är en av Svenska Bios biografer.